# Saint-Merd-de-Lapleau
Saint-Merd-de-Lapleau ist eine französische Gemeinde mit 193 Einwohnern (Stand 1. Januar 2022) im Département Corrèze in der Region Nouvelle-Aquitaine.

## Geografie
Die Gemeinde liegt im Zentralmassiv ca. zehn Kilometer östlich der Barrage de la Valette und ist von ausgedehnten Wäldern umgeben. Tulle, die Präfektur des Départements liegt rund 30 Kilometer westlich und Égletons etwa 20 Kilometer nördlich.
Nachbargemeinden von Saint-Merd-de-Lapleau sind Lafage-sur-Sombre im Norden, Saint-Hilaire-Foissac im Nordosten, Laval-sur-Luzège im Osten, Auriac im Südosten, Bassignac-le-Haut im Südwesten sowie Marcillac-la-Croisille im Westen.

## Geschichte
Im Ursprung hieß der Ort Ecclesiam Sancti Medardi, im Jahre 1315 Sancti Medardi und später dann in der heutigen Form Saint-Merd-de-Lapleau. Saint Merd ist eine Abkürzung für den heiligen Medardus. Lapleau ist eine Reverenz an die Gemeinde Lapleau.

## Einwohnerentwicklung
| Jahr      | 1962 | 1968 | 1975 | 1982 | 1990 | 1999 | 2007 | 2016 |
| Einwohner | 223  | 292  | 213  | 194  | 156  | 140  | 130  | 183  |